# Atletica leggera ai Giochi della VII Olimpiade - 10000 metri piani
La competizione dei 10000 metri piani di atletica leggera ai Giochi della VII Olimpiade si tenne i giorni 19 e 20 agosto 1920 allo Stadio Olimpico di Anversa.

## Risultati

### Turni eliminatori
| 3 Batterie | 19 agosto | 34 iscritti    | Si qualificano i primi 5. |
| Finale     | 20 agosto | 16 concorrenti |                           |

Come nel 1912, si disputa un turno eliminatorio. La circostanza non si ripeterà più per decenni. Le batterie sui 10.000 verranno istituite solo nel 1972.

### Batterie
- (Tra parententesi i tempi stimati)

| Pos. | Atleta               | Nazione          | Tempo     |
| ---- | -------------------- | ---------------- | --------- |
| 1    | James Wilson         | Gran Bretagna    | 33'40"2   |
| 2    | Paavo Nurmi          | Finlandia        | (33'46"3) |
| 3    | Augusto Maccario     | Italia           | (34'06"8) |
| 4    | Jean-Baptiste Manhès | Francia          | (34'12"0) |
| 5    | Alfred Gaschen       | Svizzera         | (34'38"4) |
| 6    | Werner Magnusson     | Svezia           | (34'49"2) |
| 7    | Lucien Duquesne      | Francia          | (35'06"6) |
| 8    | Pierre Devaux        | Belgio           | (36'38"3) |
| -    | Jüri Lossman         | Estonia          | Ritirato  |
| -    | Phadeppa Chaugle     | India Britannica | Rit.      |
| -    | Julius Ebert         | Danimarca        | Rit.      |
| -    | Amisoli Patisoni     | Stati Uniti      | Rit.      |

| Pos. | Atleta           | Nazione     | Tempo     |
| ---- | ---------------- | ----------- | --------- |
| 1    | Joseph Guillemot | Francia     | 32'41"6   |
| 2    | Eric Backman     | Svezia      | (32'48"5) |
| 3    | Albert Andersen  | Danimarca   | (32'58"4) |
| 4    | Fred Faller      | Stati Uniti | (33'02"4) |
| 5    | Oscar Garin      | Svizzera    | (33'04"4) |
| 6    | Edward Lawrence  | Canada      | (33'08"5) |
| 7    | Teodoro Pons     | Spagna      | n/d       |
| 8    | Konosuke Sano    | Giappone    | n/d       |
| 9    | Aimé Proot       | Belgio      | n/d       |
| 10   | Sinton Hewitt    | Australia   | n/d       |

| Pos. | Atleta             | Nazione        | Tempo     |
| ---- | ------------------ | -------------- | --------- |
| 1    | Heikki Liimatainen | Finlandia      | 32'08"2   |
| 2    | Charles Clibbon    | Gran Bretagna  | (32'08"8) |
| 3    | Gaston Heuet       | Francia        | (32'11"1) |
| 4    | Carlo Speroni      | Italia         | (32'13"1) |
| 5    | James Hatton       | Gran Bretagna  | (32'13"4) |
| 6    | Nils Bergström     | Svezia         | (32'23"0) |
| 7    | Alexandros Kranis  | Grecia         | (33'38"0) |
| 8    | Earl Johnson       | Stati Uniti    | n/d       |
| 9    | George Cornetta    | Stati Uniti    | n/d       |
| 10   | Costantino Lussana | Italia         | n/d       |
| 11   | Karel Pacák        | Cecoslovacchia | n/d       |
| 12   | Zensaku Motegi     | Giappone       | n/d       |

### Finale
Dopo la sconfitta patita sui 5000, tre giorni dopo Nurmi si prende subito la rivincita su Guillemot, respingendo il transalpino in volata.
È ufficializzato solo il tempo del primo classificato.
| Pos.    | Atleta               | Età | Nazione       | Tempo ufficiale | Tempo ufficioso |
| ------- | -------------------- | --- | ------------- | --------------- | --------------- |
| Oro     | Paavo Nurmi          | 23  | Finlandia     | 31'45"8         |                 |
| Argento | Joseph Guillemot     | 21  | Francia       |                 | 31'51"0         |
| Bronzo  | James Wilson         | 29  | Gran Bretagna |                 | 31'56"0         |
| 4       | Augusto Maccario     | 30  | Italia        |                 | 32'02"0         |
| 5       | James Hatton         |     | Gran Bretagna |                 | 32'14"0         |
| 6       | Jean-Baptiste Manhès | 23  | Francia       |                 | 32'26"0         |
| 7       | Heikki Liimatainen   | 26  | Finlandia     |                 | 32'28"0         |
| 8       | Fred Faller          | 25  | Stati Uniti   |                 | 32'38"0         |
| 9       | Oscar Garin          | 20  | Svizzera      |                 | 33'05"0         |
| -       | Alfred Gaschen       | 28  | Svizzera      | Ritirato        | Ritirato        |
| -       | Charles Clibbon      | 25  | Gran Bretagna | Rit.            | Rit.            |
| -       | Carlo Speroni        | 25  | Italia        | Rit.            | Rit.            |
| -       | Eric Backman         | 24  | Svezia        | Rit.            | Rit.            |
| -       | Gaston Heuet         | 28  | Francia       | Rit.            | Rit.            |
| -       | Albert Andersen      | 29  | Danimarca     | Rit.            | Rit.            |